# Memoriał Bronisława Idzikowskiego i Marka Czernego 1984
Memoriał im. Bronisława Idzikowskiego i Marka Czernego 1984 – 17. edycja turnieju w celu uczczenia pamięci polskiego żużlowca Bronisława Idzikowskiego i Marka Czernego, który odbył się dnia 27 września 1984. Turniej wygrał Piotr Pyszny.

## Wyniki
- Częstochowa, 27 września 1984
- NCD:
- Sędzia: Marian Kaznowski

| Msc. | Zawodnik             | Klub           | Pkt  |     |  |
| ---- | -------------------- | -------------- | ---- | --- |  |
| 1    | Piotr Pyszny         | Rybnik         | 13   |     |  |
| 2    | Paweł Waloszek       | Świętochłowice | 12   |     |  |
| 3    | Jan Nowak            | Rybnik         | 11+3 |     |  |
| 4    | Józef Kafel          | Częstochowa    | 11+2 | (3) |  |
| 5    | Zenon Kasprzak       | Leszno         | 9    |     |  |
| 6    | Dariusz Bieda        | Częstochowa    | 9    |     |  |
| 7    | Jerzy Kochman        | Świętochłowice | 9    |     |  |
| 8    | Ryszard Buśkiewicz   | Bydgoszcz      | 7    |     |  |
| 9    | Henryk Bem           | Rybnik         | 7    |     |  |
| 10   | Andrzej Huszcza      | Zielona Góra   | 7    |     |  |
| 11   | Jan Krzystyniak      | Zielona Góra   | 7    |     |  |
| 12   | Dariusz Rachwalik    | Częstochowa    | 6    |     |  |
| 13   | Stanislav Kučera     | Czechosłowacja | 6    |     |  |
| 14   | Jan Jasa             | Czechosłowacja | 3    |     |  |
| 15   | Mieczysław Woźniak   | Gorzów Wlkp.   | 1    |     |  |
| 16   | Grzegorz Sterna      | Leszno         | 0    |     |  |
|      | rez. Sławomir Drabik | Częstochowa    | 2    |     |  |

## Ciekawostki
- Po zawodach rozegrano bieg dodatkowy o Puchar Prezydenta Częstochowy: Nowak, Kafel, Pyszny, Waloszek